# Campionato nordamericano maschile under 20 di calcio 2013
Il Campionato nordamericano di calcio Under-20 2013 (in inglese 2013 CONCACAF Under-20 Championship) ha determinato le quattro squadre che rappresenteranno la CONCACAF al Campionato mondiale di calcio Under-20 2013 in Turchia. Il torneo si è svolto a Puebla de Zaragoza, in Messico, dal 18 febbraio al 3 marzo 2013.

## Squadre qualificate
| Regione                | Qualificate                             |
| ---------------------- | --------------------------------------- |
| Caraibi (CFU)          | Cuba Curaçao Haiti Giamaica Porto Rico  |
| Centro America (UNCAF) | Costa Rica El Salvador Nicaragua Panama |
| Nord America (NAFU)    | Canada Messico Stati Uniti              |

## Stadi
| Puebla de Zaragoza | Puebla de Zaragoza | Puebla de Zaragoza         |
| ------------------ | ------------------ | -------------------------- |
| Estadio Cuauhtémoc | Puebla de Zaragoza | Estadio Universitario BUAP |
| Capienza: 49.000   | Puebla de Zaragoza | Capienza: 20.700           |
|                    | Puebla de Zaragoza |                            |

## Fase a gironi

### Gruppo A
| Pos. | Squadra     | Pt | G | V | N | P | GF | GS | DR |
| ---- | ----------- | -- | - | - | - | - | -- | -- | -- |
| 1.   | Stati Uniti | 6  | 2 | 2 | 0 | 0 | 3  | 1  | +2 |
| 2.   | Costa Rica  | 3  | 2 | 1 | 0 | 1 | 1  | 1  | 0  |
| 3.   | Haiti       | 0  | 2 | 0 | 0 | 2 | 1  | 3  | -2 |

| Arbitro: | Jafeth Perea |

|               |           |                          |
| Jean-Dany 49’ | Marcatori | 3’ (rig.) Gil 26’ Cuevas |

| Arbitro: | Óscar Reyna |

|          |           |  |
| Ruiz 22’ | Marcatori |  |

| Arbitro: | Enrico Wijngaarde |

|                |           |  |
| Villarreal 63’ | Marcatori |  |

### Gruppo B
| Pos. | Squadra   | Pt | G | V | N | P | GF | GS | DR |
| ---- | --------- | -- | - | - | - | - | -- | -- | -- |
| 1.   | Cuba      | 6  | 2 | 2 | 0 | 0 | 5  | 1  | +4 |
| 2.   | Canada    | 3  | 2 | 1 | 0 | 1 | 6  | 3  | +3 |
| 3.   | Nicaragua | 0  | 2 | 0 | 0 | 2 | 1  | 8  | -7 |

| Arbitro: | José Alfredo Peñaloza |

|                |           |             |
| Reyes 69’, 78’ | Marcatori | 90’ Vukovic |

| Arbitro: | Sherwin Johnson |

|  |           |                            |
|  | Marcatori | 30’ Diz 48’ Luis 64’ Reyes |

| Arbitro: | Javier Santos |

|                                                      |           |           |
| Piette 6’ Clarke 27’, 53’ Eustáquio 38’ McKendry 62’ | Marcatori | 45’ Pavón |

### Gruppo C
| Pos. | Squadra    | Pt | G | V | N | P | GF | GS | DR |
| ---- | ---------- | -- | - | - | - | - | -- | -- | -- |
| 1.   | Panama     | 6  | 2 | 2 | 0 | 0 | 8  | 0  | +8 |
| 2.   | Giamaica   | 3  | 2 | 1 | 0 | 1 | 4  | 5  | -1 |
| 3.   | Porto Rico | 0  | 2 | 0 | 0 | 2 | 1  | 8  | -7 |

| Arbitro: | Hugo Cruz |

|            |           |                                       |
| Strain 21’ | Marcatori | 8’ Holness 60’ Lowe 70’, 82’ Anderson |

| Arbitro: | Gantar |

|                                                  |           |  |
| Ramírez 10’, 87’ Chen 84’ Alexander González 90’ | Marcatori |  |

| Arbitro: | Edwin Jurisevic |

|  |           |                                          |
|  | Marcatori | 45’, 57’ Ramírez 79’ Piggott 85’ Jiménez |

### Gruppo D
| Pos. | Squadra     | Pt | G | V | N | P | GF | GS | DR |
| ---- | ----------- | -- | - | - | - | - | -- | -- | -- |
| 1.   | Messico     | 6  | 2 | 2 | 0 | 0 | 6  | 0  | +6 |
| 2.   | El Salvador | 3  | 2 | 1 | 0 | 1 | 2  | 4  | -2 |
| 3.   | Curaçao     | 0  | 2 | 0 | 0 | 2 | 1  | 5  | -2 |

| Arbitro: | David Gantar |

|                           |           |  |
| Corona 22’, 34’ Bueno 36’ | Marcatori |  |

| Arbitro: | Raúl Edgardo Castro |

|                     |           |              |
| Ayala 25’ Mejia 65’ | Marcatori | 76’ Merencia |

| Arbitro: | Hugo Cruz |

|                                         |           |  |
| Escoboza 15’ Gómez 53’ Ayala 87’ (aut.) | Marcatori |  |

## Fase a eliminazione diretta
|  | Quarti di finale | Quarti di finale |             |             | Semifinali                | Semifinali                |  |  | Finale  | Finale |
|  |                  |                  |             |             |                           |                           |  |  |         |        |
|  | 26 febbraio      |                  |             |             |                           |                           |  |  |         |        |
|  |                  |                  |             |             |                           |                           |  |  |         |        |
|  | Stati Uniti      | 4                |             |             |                           |                           |  |  |         |        |
|  | Stati Uniti      | 4                | 1º marzo    |             |                           |                           |  |  |         |        |
|  | Canada           | 2                |             |             |                           |                           |  |  |         |        |
|  | Canada           | 2                | Stati Uniti | 2           |                           |                           |  |  |         |        |
|  | 26 febbraio      |                  | Stati Uniti | 2           |                           |                           |  |  |         |        |
|  |                  | Cuba             | 0           |             |                           |                           |  |  |         |        |
|  | Cuba             | Cuba             | 0           | 2           |                           |                           |  |  |         |        |
|  | Cuba             |                  | 3 marzo     | 2           |                           |                           |  |  |         |        |
|  | Costa Rica       | 1                |             |             |                           |                           |  |  |         |        |
|  | Costa Rica       | 1                | Stati Uniti | 1           |                           |                           |  |  |         |        |
|  | 27 febbraio      |                  | Stati Uniti | 1           |                           |                           |  |  |         |        |
|  |                  | Messico          | 3           |             |                           |                           |  |  |         |        |
|  | Panama           | Messico          | 3           | 1           |                           |                           |  |  |         |        |
|  | Panama           | 1º marzo         |             | 1           |                           |                           |  |  |         |        |
|  | El Salvador      | 3                |             |             |                           |                           |  |  |         |        |
|  | El Salvador      | 3                | El Salvador | 0           | Finale per il terzo posto | Finale per il terzo posto |  |  |         |        |
|  | 27 febbraio      |                  | El Salvador | 0           | Finale per il terzo posto | Finale per il terzo posto |  |  |         |        |
|  |                  | Messico          | 2           |             |                           |                           |  |  |         |        |
|  | Messico          | Messico          | 2           | 4           | Cuba                      | 0                         |  |  |         |        |
|  | Messico          |                  |             | 4           | Cuba                      | 0                         |  |  |         |        |
|  | Giamaica         | 0                |             | El Salvador | 1                         |                           |  |  |         |        |
|  | Giamaica         | 0                |             |             | 1                         |                           |  |  |         |        |
|  |                  |                  |             |             |                           |                           |  |  | 3 marzo |        |
|  |                  |                  |             |             |                           |                           |  |  |         |        |

### Quarti di finale
| Arbitro: | Javier Santos |

|                                       |           |                         |
| Gil 29’ Villarreal 40’, 54’ Trapp 45’ | Marcatori | 23’ Carreiro 64’ Piette |

| Arbitro: | José Peñaloza Soto |

|                    |           |             |
| Hernández 13’, 80’ | Marcatori | 40’ Ramírez |

| Arbitro: | Edwin Jurisevic |

|             |           |                             |
| Jiménez 32’ | Marcatori | 55’, 90’ Henriquez 79’ Peña |

| Arbitro: | Hugo Cruz |

|                                                |           |  |
| Zamorano 12’ Bueno 42’ Flores 68’ Escoboza 75’ | Marcatori |  |

### Semifinali
| Arbitro: | Hugo Cruz |

|                         |           |  |
| Rodriguez 8’ Cuevas 11’ | Marcatori |  |

| Arbitro: | Óscar Reyna |

|                  |           |  |
| Briseño 77’, 85’ | Marcatori |  |

### Finale 3º/4º posto
| Arbitro: | Raúl Edgardo Castro |

|  |           |              |
|  | Marcatori | 90’ González |

### Finale
| Arbitro: | Enrico Wijngaarde |

|                                       |           |                 |
| Corona 4’ Gómez 100’ Espericueta 113’ | Marcatori | 10’ (rig.) Joya |